# بويقة سيامية
بويقة سيامية (الاسم العلمي: Boiga siamensis) (بالإنجليزية: Eyed Cat Snake, Gray Cat Snake)‏ هي نوع من الزواحف تتبع جنس البويقة من فصيلة الأحناش.